# Episodi di Power Rangers Time Force
La prima e unica stagione della serie televisiva Power Rangers Time Force è composta da 40 episodi, andati in onda negli Stati Uniti a partire dal 3 febbraio 2001 e in Italia dall'autunno 2002 su Fox Kids.
| nº | Titolo originale              | Titolo italiano                     | Prima TV USA      | Prima TV Italia |
| -- | ----------------------------- | ----------------------------------- | ----------------- | --------------- |
| 01 | Force from the Future: Part 1 | Eroi Dal Futuro (Parte 1)           | 3 febbraio 2001   | 2002            |
| 02 | Force from the Future: Part 2 | Eroi Dal Futuro (Parte 2)           | 10 febbraio 2001  |                 |
| 03 | Something to Fight For        | Qualcosa Per Cui Combattere         | 17 febbraio 2001  |                 |
| 04 | Ransik Lives                  | Ransik È Vivo                       | 24 febbraio 2001  |                 |
| 05 | A Blue Streak                 | L'Esame Di Guida                    | 3 marzo 2001      |                 |
| 06 | A Parting of Ways             | Una Scelta Sofferta                 | 10 marzo 2001     |                 |
| 07 | Short-Circuited               | Fidarsi È Bene Non Fidarsi È Meglio | 17 marzo 2001     |                 |
| 08 | Jen's Revenge                 | La Vendetta Di Jen                  | 24 marzo 2001     |                 |
| 09 | The Time Shadow               | Appena In Tempo                     | 31 marzo 2001     |                 |
| 10 | Future Unknown                | Futuro Sconosciuto                  | 7 aprile 2001     |                 |
| 11 | Uniquely Trip                 | Alta Tensione                       | 14 aprile 2001    |                 |
| 12 | Worlds Apart                  | Mondi Diversi                       | 21 aprile 2001    |                 |
| 13 | The Quantum Quest             | Alla Ricerca Del Quantum            | 28 aprile 2001    |                 |
| 14 | Clash for Control: Part 1     | Lotta Per Il Controllo (Parte 1)    | 5 maggio 2001     |                 |
| 15 | Clash for Control: Part 2     | Lotta Per Il Controllo (Parte 2)    | 12 maggio 2001    |                 |
| 16 | Bodyguard in Blue             | Una Speciale Guardia Del Corpo      | 19 maggio 2001    |                 |
| 17 | The Legend of the Clock Tower | Viaggio Nel Passato                 | 19 maggio 2001    |                 |
| 18 | Trust and Triumph             | Fiducia E Vittoria                  | 2 giugno 2001     |                 |
| 19 | Trip Takes a Stand            | Trip fa una scelta                  | 9 giugno 2001     |                 |
| 20 | Quantum Secrets               | Segreti Quantum                     | 16 giugno 2001    |                 |
| 21 | Lovestruck Rangers            | I Rangers Innamorati                | 23 giugno 2001    |                 |
| 22 | The Last Race                 | L'Ultima Corsa                      | 7 luglio 2001     |                 |
| 23 | Full Exposure                 | Completa esposizione                | 14 luglio 2001    |                 |
| 24 | Movie Madness: Part 1         | Pazzia da film (Parte 1)            | 21 luglio 2001    |                 |
| 25 | Movie Madness: Part 2         | Pazzia da film (Parte 2)            | 28 luglio 2001    |                 |
| 26 | Time Force Traitor            | Il traditore                        | 4 agosto 2001     |                 |
| 27 | Frax's Fury                   | La furia di Frax                    | 11 agosto 2001    |                 |
| 28 | Dawn of Destiny               | L'alba del destino                  | 18 agosto 2001    |                 |
| 29 | Fight Against Fate            | Lotta contro il fato                | 25 agosto 2001    |                 |
| 30 | Destiny Defeated              | Destino sconfitto                   | 8 settembre 2001  |                 |
| 31 | Undercover Rangers            | Rangers sotto copertura             | 15 settembre 2001 |                 |
| 32 | Beware the Knight             | Attenzione al Ranger                | 22 settembre 2001 |                 |
| 33 | Time for Lightspeed           | Il Ritorno Di Vypra                 | 29 settembre 2001 |                 |
| 34 | Reflections of Evil           | Il Riflesso Del Male                | 6 ottobre 2001    |                 |
| 35 | Nadira's Dream Date           | Un Fidanzato Per Nadira             | 13 ottobre 2001   |                 |
| 36 | Circuit Unsure                | Circuito incerto                    | 20 ottobre 2001   |                 |
| 37 | A Calm Before the Storm       | Calma Prima Della Tempesta          | 27 ottobre 2001   |                 |
| 38 | The End of Time: Part 1       | Battaglia Finale (Parte 1)          | 3 novembre 2001   |                 |
| 39 | The End of Time: Part 2       | Battaglia Finale (Parte 2)          | 10 novembre 2001  |                 |
| 40 | The End of Time: Part 3       | Battaglia Finale (Parte 3)          | 17 novembre 2001  |                 |

## Eroi Dal Futuro (Parte 1)
- Titolo originale: Force from the Future: Part 1
- Diretto da: Koichi Sakamoto
- Scritto da: Judd Lynn, Jackie Marchand

## Eroi Dal Futuro (Parte 2)
- Titolo originale: Force from the Future: Part 2
- Diretto da: Koichi Sakamoto
- Scritto da: Judd Lynn, Jackie Marchand

## Qualcosa Per Cui Combattere
- Titolo originale: Something to Fight For
- Diretto da: Koichi Sakamoto
- Scritto da: Judd Lynn, Jackie Marchand

## Ransik È Vivo
- Titolo originale: Ransik Lives
- Diretto da: Kaizô Hayashi
- Scritto da: Judd Lynn, Jackie Marchand

## L'Esame Di Guida
- Titolo originale: A Blue Streak
- Diretto da: Kaizô Hayashi
- Scritto da: Judd Lynn, Jackie Marchand

## Una Scelta Sofferta
- Titolo originale: A Parting of Ways
- Diretto da: Worth Keeter
- Scritto da: Judd Lynn, Jackie Marchand

## Fidarsi È Bene Non Fidarsi È Meglio
- Titolo originale: Short-Circuited
- Diretto da: Worth Keeter
- Scritto da: Judd Lynn, Jackie Marchand

## La Vendetta Di Jen
- Titolo originale: Jen's Revenge
- Diretto da: Koichi Sakamoto
- Scritto da: Judd Lynn

## Appena In Tempo
- Titolo originale: The Time Shadow
- Diretto da: Koichi Sakamoto
- Scritto da: Judd Lynn

## Futuro Sconosciuto
- Titolo originale: Future Unknown
- Diretto da: Judd Lynn
- Scritto da: Judd Lynn, Jackie Marchand

## Alta Tensione
- Titolo originale: Uniquely Trip
- Diretto da: Judd Lynn
- Scritto da: Judd Lynn, Jackie Marchand

## Mondi Diversi
- Titolo originale: Worlds Apart
- Diretto da: Isaac Florentine
- Scritto da: Judd Lynn, Jackie Marchand

## Alla Ricerca Del Quantum
- Titolo originale: The Quantum Quest
- Diretto da: Isaac Florentine
- Scritto da: Judd Lynn, Jackie Marchand

## Lotta Per Il Controllo (Parte 1)
- Titolo originale: Clash for Control: Part 1
- Diretto da: Koichi Sakamoto
- Scritto da: Judd Lynn, Jackie Marchand

## Lotta Per Il Controllo (Parte 2)
- Titolo originale: Clash for Control: Part 2
- Diretto da: Isaac Florentine
- Scritto da: Judd Lynn, Jackie Marchand

## Una Speciale Guardia Del Corpo
- Titolo originale: Bodyguard in Blue
- Diretto da: Koichi Sakamoto
- Scritto da: Judd Lynn, Jackie Marchand

## Viaggio Nel Passato
- Titolo originale: The Legend of the Clock Tower
- Diretto da: Yoshi Hosoya
- Scritto da: Judd Lynn

### Trama
I Rangers provano a riparare l'orologio nella torre ma non hanno fortuna. Wes racconta loro di un fantasma che dovrebbe abitare la torre. Quella notte, Katie sente un rumore e indaga. Si ritrova nel passato e incontra le persone della storia di Wes. Con il suo aiuto, c'è un finale diverso. Poi si sveglia a causa di un attacco dei mutanti. Dopo la battaglia, racconta ai suoi amici del suo sogno e di come è cambiata la fine, ma Wes la corregge e dice che è così che l'aveva raccontato, lasciandola chiedersi se fosse un sogno.

## Fiducia E Vittoria
- Titolo originale: Trust and Triumph
- Diretto da: Koichi Sakamoto
- Scritto da: Judd Lynn, Jackie Marchand

## Trip fa una scelta
- Titolo originale: Trip Takes a Stand
- Diretto da: Isaac Florentine
- Scritto da: Judd Lynn, Jackie Marchand

## Segreti Quantum
- Titolo originale: Quantum Secrets
- Diretto da: Makoto Yokoyama
- Scritto da: Judd Lynn, Jackie Marchand

### Trama
Mentre i ricercatori cercano di svelare i segreti del Quantum Morpher, Ransik rilascia Conwing per prendere il controllo del Q-Rex. Conwing cattura Eric, prende il suo morpher e replica la voce di Eric, che gli permette di prendere il controllo del Q-Rex. Eric scopre da dove viene il morpher. I Rangers arrivano e cercano di aiutare, ma Eric vuole gestire la situazione da solo. All'improvviso riceve aiuto dal futuro e usa la Mega Battle Armor. Eric rivelerà i segreti del Ranger?

## I Rangers Innamorati
- Titolo originale: Lovestruck Rangers
- Diretto da: Worth Keeter
- Scritto da: Judd Lynn, Jackie Marchand

## L'Ultima Corsa
- Titolo originale: The Last Race
- Diretto da: Isaac Florentine
- Scritto da: Judd Lynn, Jackie Marchand

## Completa esposizione
- Titolo originale: Full Exposure
- Diretto da: Worth Keeter
- Scritto da: Judd Lynn, Jackie Marchand

## Pazzia da film (Parte 1)
- Titolo originale: Movie Madness: Part 1
- Diretto da: Koichi Sakamoto
- Scritto da: Judd Lynn, Jackie Marchand

## Pazzia da film (Parte 2)
- Titolo originale: Movie Madness: Part 2
- Diretto da: Koichi Sakamoto
- Scritto da: Judd Lynn, Jackie Marchand

## Il traditore
- Titolo originale: Time Force Traitor
- Diretto da: Koichi Sakamoto
- Scritto da: Judd Lynn, Jackie Marchand

## La furia di Frax
- Titolo originale: Frax's Fury
- Diretto da: Koichi Sakamoto
- Scritto da: Judd Lynn, Jackie Marchand

## L'alba del destino
- Titolo originale: Dawn of Destiny
- Diretto da: Worth Keeter
- Scritto da: Judd Lynn, Jackie Marchand

## Lotta contro il fato
- Titolo originale: Fight Against Fate
- Diretto da: Worth Keeter
- Scritto da: Judd Lynn, Jackie Marchand

## Destino sconfitto
- Titolo originale: Destiny Defeated
- Diretto da: Worth Keeter
- Scritto da: Judd Lynn, Jackie Marchand

## Rangers sotto copertura
- Titolo originale: Undercover Rangers
- Diretto da: Koichi Sakamoto
- Scritto da: Judd Lynn, Jackie Marchand

## Attenzione al Ranger
- Titolo originale: Beware the Knight
- Diretto da: Koichi Sakamoto
- Scritto da: Judd Lynn, Jackie Marchand

### Trama
Mentre torna alla Torre dell'Orologio con la pizza, Trip incontra un misterioso cavaliere nero a cavallo, che poi svanisce nella foresta. Il cavaliere è alla ricerca di qualcosa che è custodito da un drago: l'Armatura da battaglia di fuoco.

## Il Ritorno Di Vypra
- Titolo originale: Time for Lightspeed
- Diretto da: Koichi Sakamoto
- Scritto da: Judd Lynn, Jackie Marchand

### Trama
Vypra che risorge si allea con Ransik per liberare un super demone chiamato Quarganon per distruggere il mondo. I Time Force Rangers si alleano con i Lightspeed Rangers per combattere questa minaccia.

## Il Riflesso Del Male
- Titolo originale: Reflections of Evil
- Diretto da: Jonathan Tzachor
- Scritto da: Judd Lynn, Jackie Marchand

### Trama
Un mutante di nome Miracon trasporta i Rangers in un mondo speculare, dove i Rangers devono fuggire distruggendo vecchi e nuovi nemici mutanti.

## Un Fidanzato Per Nadira
- Titolo originale: Nadira's Dream Date
- Diretto da: Worth Keeter
- Scritto da: Judd Lynn, Jackie Marchand

### Trama
Lucas scrive una poesia romantica sul suo primo amore, la sua prima macchina da corsa, e durante una battaglia contro le forze di Ransik, la lascia inconsapevolmente cadere. Nadira lo raccolse e credette che Lucas provasse sentimenti romantici per lei, portando Ransik ad avvertirlo di trattare bene sua figlia o affronterà la sua ira. Grazie agli altri Rangers al secondo appuntamento, Ransik invia Chameliacon per distruggere Lucas.

## Circuito incerto
- Titolo originale: Circuit Unsure
- Diretto da: Worth Keeter
- Scritto da: Judd Lynn, Jackie Marchand

## Calma Prima Della Tempesta
- Titolo originale: A Calm Before the Storm
- Diretto da: Worth Keeter
- Scritto da: Judd Lynn, Jackie Marchand

## Battaglia Finale (Parte 1)
- Titolo originale: The End of Time: Part 1
- Diretto da: Koichi Sakamoto
- Scritto da: Judd Lynn, Jackie Marchand

## Battaglia Finale (Parte 2)
- Titolo originale: The End of Time: Part 2
- Diretto da: Koichi Sakamoto
- Scritto da: Judd Lynn, Jackie Marchand

## Battaglia Finale (Parte 3)
- Titolo originale: The End of Time: Part 3
- Diretto da: Koichi Sakamoto
- Scritto da: Judd Lynn, Jackie Marchand